# کلی ایو
کلی ایو (انگلیسی: Clay Ives؛ زادهٔ ۵ سپتامبر ۱۹۷۲) لژسوار اهل ایالات متحده آمریکا است.